# Louisiana State University

Paul M. Hebert Law Center

Die Louisiana State University (LSU, offizielle Bezeichnung Louisiana State University and Agricultural and Mechanical College) ist eine staatliche Universität in Baton Rouge im US-Bundesstaat Louisiana. Sie wurde insbesondere durch den umstrittenen Politiker und Gouverneur von Louisiana Huey Long ausgebaut und modernisiert. Mit derzeit 33.587 Studenten ist sie die größte Hochschule in Louisiana und der wichtigste Standort des Louisiana State University System. Die Universität wurde 1860 gegründet.
Besondere Bekanntheit erlangte sie durch die New Critics wie Robert Penn Warren und Cleanth Brooks, die an der LSU lehrten und zahlreiche Autoren der Südstaaten weltweit bekannt machten. 1935 gründeten sie an der LSU die literarische Zeitschrift Southern Review, die bis heute besteht. Der deutsche Exilant Rudolf Heberle, ein Schüler von Ferdinand Tönnies, hatte eine Professur für Soziologie an der LSU.

## Sport
Die Sportteams der LSU sind die Tigers. Die Footballmannschaft trägt ihre Heimspiele im Tiger Stadium aus. Die Hochschule ist Mitglied in der Southeastern Conference.
Die Special Olympics World Summer Games 1983 fanden in Baton Rouge statt. Die Louisiana State University war einer der Veranstaltungsorte.

## Museen
- LSU Museum of Art

## Berühmte Absolventen
- Jamal Adams (* 1995), American-Football-Spieler
- Joseph Addai (* 1983), American-Football-Spieler
- Seimone Augustus (* 1984), Basketballspielerin
- Odell Beckham Jr. (* 1992), American-Football-Spieler
- Frank Brian (1923–2017), Basketballspieler
- Joe Burrow (* 1996), American-Football-Spieler
- Ja’Marr Chase (* 2000), American-Football-Spieler
- Charles Dameron (1914–2002), Jurist und Offizier
- Jayden Daniels (* 2000), American-Football-Spieler
- Mary Deconge (* 1933), Mathematikerin, Hochschullehrerin und ehemalige Nonne im Holy Order of the Sisters of Saint Francis
- Glenn Dorsey, American-Football-Spieler
- Olivia „Livvy“ Dunne (* 2002), Turnerin und Influencerin
- Armand Duplantis (* 1999), US-amerikanisch-schwedischer Leichtathlet (Stabhochsprung)
- Ronald Dupree (* 1981), Basketballspieler
- Dennis Gaubatz (* 1940), American-Football-Spieler
- Hubert H. Humphrey (1911–1978), 38. Vizepräsident der Vereinigten Staaten, Senator
- Donnie Jones (* 1980), American-Football-Spieler
- Lolo Jones (* 1982), Leichtathletin und Bobsportlerin
- Ken Kavanaugh (1916–2007), American-Football-Spieler und -Trainer
- Jarvis Landry (* 1992), American-Football-Spieler
- Becky Lavelle (* 1974), Triathletin
- Pete Maravich (1947–1988), Basketballspieler
- Tyrann Mathieu (* 1992), American-Football-Spieler
- Shaquille O’Neal (* 1972), Basketballspieler
- Lisette Oropesa (* 1983), Opernsängerin
- Patrick Peterson (* 1990), American-Football-Spieler
- Bob Pettit (* 1932), Basketballspieler
- Angel Reese (* 2002), Basketballspielerin
- Robert Royal (* 1979), American-Football-Spieler
- Steve Scalise (* 1965), Politiker; Fraktionsvorsitzende der republikanischen Mehrheitsfraktion im US-Repräsentantenhaus
- Bill Scarlett (1929–2011), Jazzmusiker und Hochschullehrer
- Ben Simmons (* 1996), australischer Basketballspieler
- Jim Taylor (1935–2018), American-Football-Spieler
- Garrett Temple, (* 1986), Basketballspieler
- Gaynell Tinsley (1913–2002), American-Football-Spieler
- Billy Truax (* 1943), American-Football-Spieler, Geschäftsmann
- Y. A. Tittle (1926–2017), American-Football-Spieler und Geschäftsmann
- Ebert Van Buren (1924–2019), American-Football-Spieler und Psychologe
- Steve Van Buren (1920–2012), American-Football-Spieler
- Spencer Ware (* 1991), American-Football-Spieler
- Andrew Whitworth (* 1981), American-Football-Spieler